# Arkadiusz Głogowski
Arkadiusz Głogowski (ur. 3 lutego 1973 we Wrocławiu) – polski aktor, ukończył PWsFTviT w Łodzi, założyciel i dyrektor Teatru Grot, reżyser, inscenizator
Filmografia:

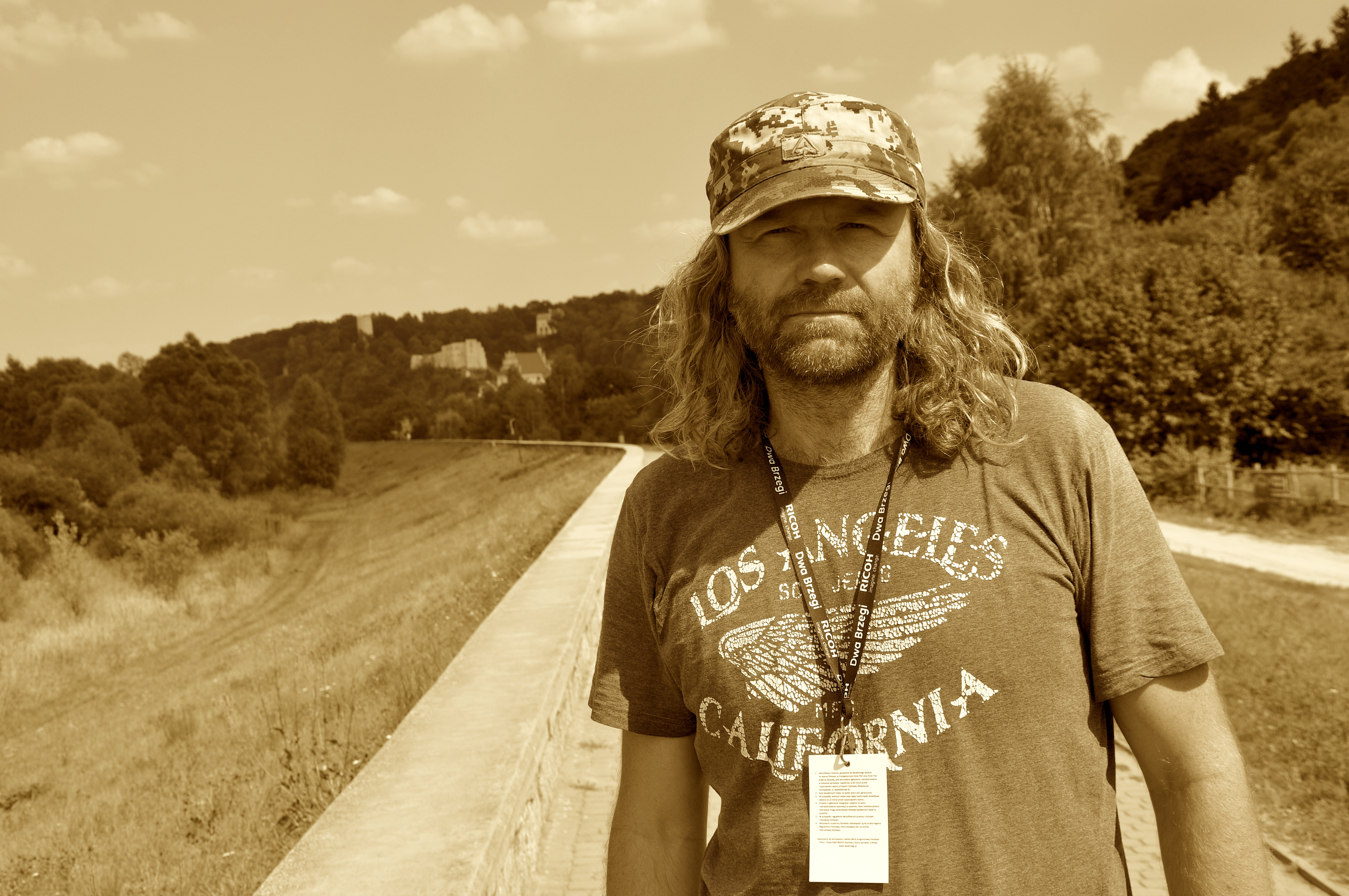
Arkadiusz Głogowski (2015)

- Pogoda na piątek – aspirant Piotr Kołodziejczyk
- Zostać miss – Konrad choreograf
- Plebania – Łukasz Regulski
- Na Wspólnej – manager klubu
- M jak miłość – fałszerz
- Życie jak poker – policjant śledczy
- Samo życie – Szajba
- Rodzina zastępcza – szef gangu
- Fala zbrodni – Pedro (odc. 80-82)
- Kryminalni – Barman
- Dublerzy
- Kasia i Tomek – przewodnik
- Prawo Agaty – Wiktor Kostrzewa (odc. 60)
- Lekarze – Hubert, kolega Jivana (odc. 55)
- Na krawędzi 2 – mąż Leny Korcz
- Blondynka – fotograf (odc. 86)
- Komisarz Alex – Mirosław Łuczkowski (odc. 220)
- Barwy szczęścia – psychiatra
- Korona królów – Konrad von Jungingen
- Leśniczówka – Kwiatkowski (odc. 174)
- Komisarz Mama – sędzia (odc. 30)
- Ojciec Mateusz – Wit Nowak (odc. 407)

Fabuła:
- Anomalia 2007 – Dominik, wojownik  (reż. Michał D. Kostrzewa)
- Skazany na bluesa – student Andrzej (reż. Jan Kidawa-Błoński)
- Show – brat Beatki (reż. Maciej Ślesicki)
- Wiedźmin – walczący z Geraltem
- Król Olch – żołnierz niemiecki (reż. V.Shlendorf)
- Deszczowy żołnierz – egzekutor żołnierz

Reżyseria:
- "Pastorałka” Leon Schiller 2012
- "Pan Lutosławski”  Bogusława Wawrowska- Teatr Muzyczny w Łodzi 2013
- "Przesilenie” Andrzej Kamiński -Teatr Grot 2014
- "Dziady cz.2 & Upiór” Adam Mickiewicz- Teatr Grot 2015
- "Postrzyżyny Siemowita” ks.Franciszek Juszczyk - Teatr Grot 2016

Recitale:
- "Na szkle malowane” Ernest Bryll & Katarzyna Gärtner
- "W starym kinie - piosenki lata 20/30"
- "Męskie tango"
- "Kolędy i Pastorałki"

Główne role teatralne:
- Lizander we „Śnie nocy letniej” w.Sheakspeara, reż. J.Kilian, Teatr Polski w Warszawie
- Kirkor w „Balladynie” J.Słowackiego, reż.J.Kilian, Teatr Polski w Warszawie
- Gustaw w „Ślubach Panińskich” A. hr Fredry reż. Andrzej Łapicki, Teatr A.M. w Częstochowie
- Karol Dorski w „Eurocity” A. hr Fredro reż Andrzej Łapicki, Teatr Polski w Warszawie
- Mc Duff w „Makbecie” W.Sheakspeare, reż. Piotr Kruszczyński, Teatr Polski w Warszawie
- Rejent Milczek w „Zemście” A.hr. Fredry, reż.Krzysztof Babicki, Teatr Powszechny w Radomiu
- Anton w „Eldorado” M.v Maienburga, reż.Janusz Łagodziński, Teatr Powszechny w Radomiu
- Cze w „Scenariuszu dla trzech aktorów”,reż. B.Semotiuk, Teatr A.M. w Częstochowie
- On w „Balladach morderców” N.Cave, reż. A.Głogowski, Teatr A.M w Częstochowie